# ヒマラヤ観光開発
ヒマラヤ観光開発株式会社（ヒマラヤかんこうかいはつ）は、日本の旅行会社である。本社は東京都港区。
ネパール・ヒマラヤ山脈、中国、トレッキング、海外登山などの海外旅行を中心にパッケージツアーや個人旅行の手配、航空券の販売を扱う。
また、ヒマラヤ山中の世界遺産、サガルマータ国立公園内にホテル・エベレスト・ビューを所有するほか、ネパール航空日本地区旅客販売代理も扱っている。

## 企業概要
- ヒマラヤ観光開発株式会社
- 設立年月日：1969年10月20日
- 資本金：9,500万円
- 代表取締役社長：宮原ソニア
- 登録番号：観光庁長官登録旅行業　第1種1014号